# Iglesia de Santiago (Sandomierz)

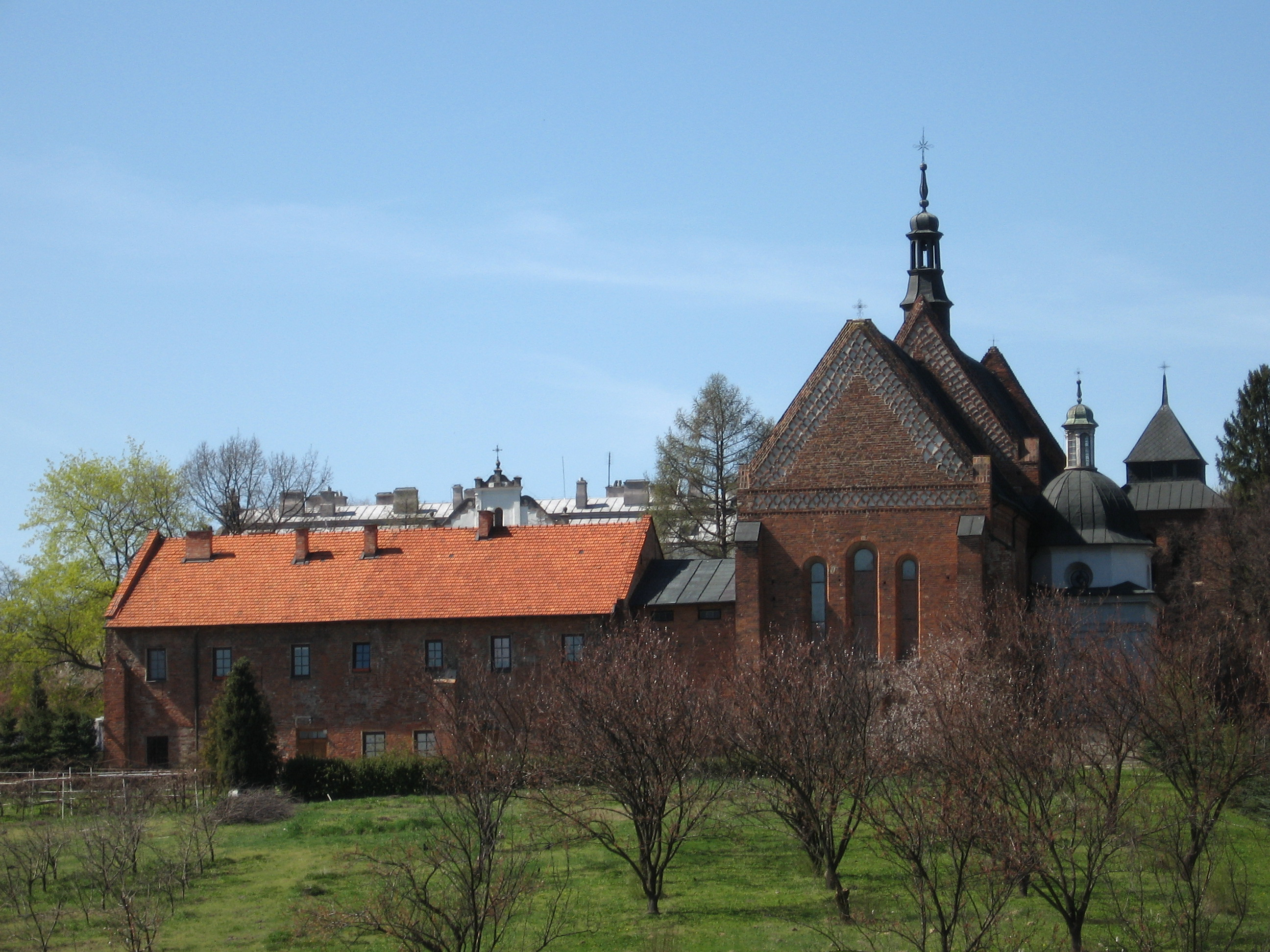
Vista exterior.

La iglesia de Santiago el Mayor es un templo románico del siglo XIII y es todo lo que queda de lo que fue el importante convento de la Orden de Santo Domingo, en Sandomierz. Se localiza en el centro histórico de la ciudad. La iglesia es una de las más viejas de ladrillo que existen en Polonia. Fue el segundo convento que se fundó en ese país por Santo Jacinto. Durante la invasión mongólica en 1260 Sadok y otros 48 dominicos fueron asesinados allí. Después del alzamiento de enero frailes dominicanos tiraban por la administración rusa durante la División. Han vuelto a Sandomierz en 2001. 
En esta iglesia su principio tiene la Ruta Jacobea de Pequeña Polonia. En esta iglesia también se custodia el Santuario de Nuestra Señora del Rosario.